# Roland von Malmborg
Thor Roland Ferdinand von Malmborg, född 10 januari 1945 i Uppsala församling, Uppsala län, är en svensk trubadur och miljöpartistisk politiker. 
Han är son till läkarna Ferdinand och Margit von Malmborg. von Malmborg började sjunga känsloladdade politiska visor redan på 1960-talet. Han har givit ut två LP-skivor samt några singlar, och medverkar även på samlingsskivan Vi kan leva utan kärnkraft 1975. I samband med att Världsnaturfonden startade sin verksamhet i Sverige 1971, skrev han Pandavisan, som publicerades i Lyckoslanten nr 3 1974. Visan finns även med på LP-skivan Vårt klotrunda fosterland. Sedan Miljöpartiets bildande 1981 är han aktiv miljöpartist och fungerar ofta som trubadur i partiets tjänst.
Han framträder också som gammaldags gatumusikant och positivhalare samt sjunger gamla skillingtryck och sånger på främmande språk som publiken ber honom om. Samtidigt säljer han pappersbonader och bokmärken, som han har en av Sveriges största samlingar av.

## Diskografi
- 1965 – Vår värld ska gå under/Vi ska övervinna (RCA Victor FAS 748)
- 1966 – Räck din hand (LP, RCA Victor LSP 10079)
- 1966 – Tumbalalaika/Tankar är fria (RCA FAS 759)
- 1969 – Vårt klotrunda fosterland (LP, Globalist LP1)
- 1975 – Vi kan leva utan kärnkraft (samlings-LP, SRS 4630 Silence)
- 1980 – Den mänskliga faktorn/Stoppa all atomkraft (smvs 8001)